# Jesús Saiz
Jesús Sáiz es un dibujante de tebeos español, nacido en Albacete en 1973.

## Biografía

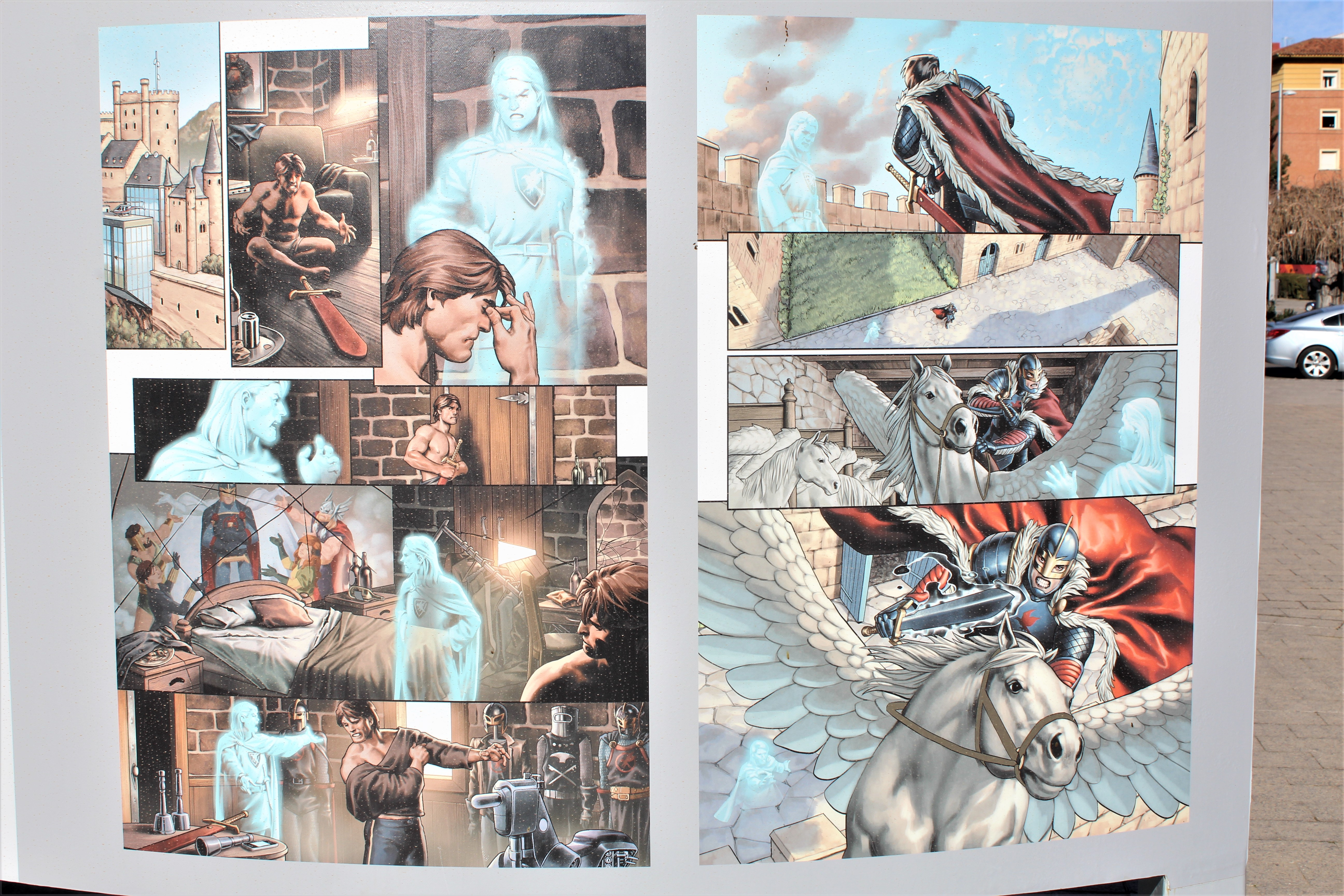
Dibujos de Saiz en una exposición callejera.

Se dio a conocer con sus páginas en el fanzine aragonés 451º y con la serie Azoth con Camaleón Ediciones, editorial ya desaparecida que en los 90 lanzó a destacadas nuevas figuras de la historieta española.
Después, su trabajo se centra especialmente en la ilustración de portadas de tebeos para Planeta, trabajando en títulos tan destacados como Adolf o Buda de Osamu Tezuka, y también Conan, el manga de Star Wars, Xenozoic Tales... Durante esta época compartió estudio en Zaragoza con otros dibujantes como David López López, con la lógica influencia estilística.
En 2001, gracias a la mediación de su agente David Macho, comienza a trabajar en el mercado estadounidense, dibujando para DC Comics JLA: Black Baptism, Midnight y Mass, títulos más bien olvidables. Dibuja luego 21 Down, con guion Jimmy Palmiotti y Justin Gray, una nueva serie de ambientación oscura que parece haber recibido una buena aceptación, y a la que seguirían Manhunter, Omac y Check Mate.
En febrero de 2007 y junto a otros 23 destacados historietistas vinculados a Aragón, participó en la exposición colectiva "Aragón tierra de tebeos", celebrada en el Centro Joaquín Roncal de Zaragoza y comisariada por Juan Royo.
En 2016 Jesús Saiz se pasa a la casa de las ideas tras 15 años trabajando para DC. Saiz debutó en marzo de este año en Marvel con ‘Vengadores: Punto Muerto’, un título en el que el Capitán América original, Steve Rogers, recuperaba la juventud. Poco después se anunciaba que Saiz también se hacía cargo de las nueva colección del personaje 'Captain América: Steve Rogers', escrita por Nick Spencer. La nueva serie coincide con el 75 aniversario de la primera aparición del conocido como Primer Vengador, un inesperado giro de guion ha situado a este cómic como uno de los fenómenos culturales de la temporada.